# Trường phái nguyên tử
Trường phái nguyên tử  (tiếng Hy Lạp: ἄτομον, atomon, dịch ra tiếng Việt có nghĩa là "không thể cắt được", "không thể chia tách được"") là một trường phái triết học cổ đại. Nó phát triển ở Ấn Độ và Hy Lạp. Ở Ấn Đọ là các trường phái của Jaina giáo, Ājīvika và Charvaka. Những trường phái này có thể tồn tại vào thế kỷ 4 TCN. Còn ở Hy Lạp, đây là một trong những trường phái triết học quan trọng thời kỳ Tiển Socrates. Trường phái nguyên tử ở phương Tây này phát triển vào thế kỷ 5 TCN và nó nổi bật hơn so với các trường phái ở Ấn Độ. Có một sự hoài nghi giữa các trường phái này: Liệu người Ấn Độ có ảnh hưởng đến người Hy Lạp hay họ phát triển độc lập với nhau?.

## Trường phái nguyên tử ở Hy Lạp

### Phát triển
Trường phái nguyên tử đã đạt đến đỉnh cao của chủ nghĩa duy vật cổ đại. Sở dĩ có thể nói như vậy vì khái niệm nguyên tử mà họ đưa ra mang tính khái quát cao nhất. Nếu như từ Thales, Anaximenes cho đến Heraclitus đều lấy một sự vật cụ thể nào đó để nói lên nguồn gốc của thế giới như nước, không khí hay lửa thì trường phái nguyên tử đã nêu lên rằng nguồn gốc của sự vật là nguyên tử, những hạt không thể nào phân chia được nữa, theo họ. Nguyên tử là các hạt cấu tạo nên moi sự vật khác nhau. Sự đa dạng của sự vật là nhờ cách kết hợp của chúng. Còn đối với những khái niêm kia, những người tiền bối của trường phái nguyên tử luôn có tư tưởng kiểu mọi thứ sinh ra từ cái gì đó và trở về với cái đó. Suy luận vây không thể hiện đầy đủ bản chất của vấn đề.
Tư tưởng của các nhà triết học thuộc trường phái nguyên tử có điểm tương đồng với lời phê phán trước đó của Parmenides với các nhà triết học đi trước khi ông cho rằng nếu lấy sự vật cụ thể để nói lên nguồn gốc của thế giới thì "đó là bản chất đơn điệu nhất", không giải thích sự phong phú của thế giới. Và nó cũng tương đồng với cái gọi là homeomerie của nhà triết học này. Nhưng thay vì dùng lập luận vật có thể được sinh ra từ những cái tương tự của Parmenides, trường phái nguyên tử đã đào sâu vấn đề hơn khi giải thích sự đa dạng của vật chất cụ thể. 

### Hạn chế
Tuy nhiên, Aristotle có lời phê bình như sau về trường phái nguyên tử:
| “ | Khi khẳng định rằng các vật thể đầu tiên vận động vĩnh cửu trong không gian vô hạn, lẽ ra Leucippus và Democritus cần phải chỉ rõ chúng vận động bằng thứ vận động nào, và vận động nào là vận động tự nhiên của chúng. Bởi lẽ ngay cả nếu như mỗi phân tử trong số chúng được một phân tử khác khởi động cưỡng chế, thì tuy vậy ở mỗi trong số chúng cần có vận động tự nhiên nào đáp trả lại cái cưỡng chế. Thêm nữa, nguyên nhân khởi động đầu tiên cần khởi động không có tính chất cưỡng chế mà có tính chất tự nhiên, vì nếu như không có động cơ đầu tiên thì sẽ có xu hướng dẫn tới vô cùng. | ” |

Nói một cách đơn giản, các nhà triết học thuộc trường phái nguyên tử không nêu lên nguồn gốc của vận động. Và một lẽ đương nhiên đó là lý thuyết của họ về vận động không mang tính thuyết phục cao.

### Các nhà triết học chính
- Leucippus, người khai sinh ra trường phái nguyên tử ở Hy Lạp
- Democritus, người phát triển trường phái.